# Jaroslav Jaroš
Jaroslav Jaroš (22. září 1902 Moravské Budějovice – 24. listopadu 1968 Brno) byl český operní pěvec.

## Život
Jaroslav Jaroš se narodil v roce 1902 v Moravských Budějovicích. Již v mládí se projevoval jako talentovaný zpěvák, ale hudební vzdělání v mládí nezískal. V roce 1922 nastoupil na základní vojenskou službu do Brna, kde poznal místní hudební scénu a rozhodl se věnovat hudbě na profesionální bázi. Vojnu ukončil v roce 1924 a vrátil se do Moravských Budějovic, kde hrál v divadle jako ochotník. Poté se v Brně začal vzdělávat u Ferdinanda Poura. Následně jej František Neumann a Zdeněk Chalabala doporučili ke studiu sólového zpěvu u Theodora Czernika, kde studoval mezi lety 1924 a 1928.
V roce 1927 byl přijat do Východočeského divadla v Pardubicích, v němž působil do roku 1929, kdy přešel do Moravského divadla v Olomouci. V roce 1929 také poprvé hostoval v Národním divadle v Praze a v sezóně 1930/1931 hrál také v německém divadle v Opavě. V Olomouci zůstal do roku 1935, kdy dostal nabídku na stálé angažmá v Národním divadle, kterou ale nevyužil, a odešel do Slovenského národního divadla v Bratislavě; tam působil do vzniku Slovenského státu, kdy se musel vrátit do Čech. Během druhé světové války pracoval pro Československý rozhlas a od roku 1940 do roku 1945 také v Městském divadle v Plzni, ale hned v srpnu roku 1945 odešel zpět do Brna, kde se stal sólistou opery Národního divadla v Brně; jako sólista vystupoval až do roku 1961, kdy odešel do důchodu. I později však vypomáhal jako zpěvák a až do roku 1968 působil také jako hlasový poradce.
V roce 1964 se stal čestným členem Státního divadla v Brně, v roce 1967 získal titul zasloužilý umělec a v roce 2018 mu byla in memoriam udělena Cena města Brna.
Žil v Brně-Vinohradech; jeho manželkou byla Marie Jarošová, měli spolu syna Jaroslava Jaroše. Je pohřben v čestné aleji na Ústředním hřbitově v Brně.